# Barringtonia rimata
Barringtonia rimata är en tvåhjärtbladig växtart som beskrevs av Pranom Chantaranothai. Barringtonia rimata ingår i släktet Barringtonia och familjen Lecythidaceae.
Artens utbredningsområde är Thailand. Inga underarter finns listade i Catalogue of Life.